# Più bella cosa
«Più bella cosa» (с итал. — «Самая красивая») — сингл известного итальянского певца и композитора Эроса Рамаццотти, который был выпущен в феврале 1996 года.

## Описание

### Песня
Композиция написана Клаудио Гвидетти и Аделио Кольиати, с которыми Рамаццотти работал также и над другими песнями. Данная песня является первым синглом из альбома «Dove c’è musica», который был выпущен 13 мая 1996 года.
С данной песне исполнитель также участвовал в летнем «Фестивальбаре», в конце сезона которого выиграл в номинациях «Лучшая песня» и «Лучший альбом».

### Видеоклип
Музыкальный видеоклип снял режиссёр и клипмейкер Нигель Дик.
В клипе снялась девушка Эроса Рамаццотти — швейцарская модель Мишель Хунцикер, которой и посвящена данная песня. 5 декабря того же года у Хунцикеры и Рамаццотти появилась дочь Аврора, которой Рамаццотти посвятил песню «L’aurora».
Сюжет клипа таков: велосипедист едет по загородной дороге, и, увидев на обочине почтовый ящик, открывает его и находит в нём фрагмент фотографии некой девушки, на обороте которой видит подсказку: куда ему дальше нужно ехать. Так, во время путешествия, велосипедист находит все четыре кусочка фотографии, после чего, оказавшись на нужном месте, находит девушку с фотографии. На этом клип заканчивается.

## Список композиций
1. Più bella cosa — 4:23;
2. Un cuore con le ali (Live Version) — 3:30;
3. Adesso tu (Live Version) — 4:02.

## Чарты
| Чарт      | Высшая позиция |
| --------- | -------------- |
| Италия    | 1              |
| Швейцария | 6              |
| Австрия   | 9              |
| Франция   | 8              |
| Голландия | 23             |
| Бельгия   | 5              |
| Швеция    | 22             |